# Samuel Adams
Samuel Adams (27. září 1722 – 2. října 1803) byl americký státník, politický filosof a jeden z Otců zakladatelů Spojených států amerických. Jako politik v koloniálním Massachusetts se stal vůdcem hnutí, které se přetvořilo v Americkou revoluci. Jeho bratranec z druhého kolena byl americký prezident John Adams.
Narodil se v Bostonu do politicky aktivní rodiny. Vystudoval Harvard College a před zaměřením se na politiku byl neúspěšným podnikatelem a výběrčím daní. Byl členem hnutí, které odporovalo snaze Britského parlamentu danit britské kolonie v Americe bez jejich souhlasu. V roce 1768 napsal dopis, ve kterém žádal spolupráci kolonií. Kvůli tomu Britové začali okupovat Boston, což v roce 1770 vyústilo v Bostonský masakr. Adams a další patrioti nadále Britům odporovali a v roce 1773 zorganizovali Bostonské pití čaje.
V roce 1776 se stal jedním ze signatářů Deklarace nezávislosti Spojených států amerických. Po Americké revoluci se stal senátorem v kongresu státu Massachusetts, jemuž v letech 1782–1785 a 1787–1788 předsedal. V letech 1794–1797 byl guvernérem Massachusetts.
| „              | Pokud milujete bohatství více než svobodu, klid otroctví více než povzbuzující boj o svobodu, pak nás nechte v klidu. Nežádáme vás o radu ani o zbraně. Plazte se a olizujete ruce, které vás krmí. Nechte své řetězy, aby na vás lehce spočívaly, a ať potomstvo zapomene, že jste byli našimi krajany. | “ |
| — Samuel Adams | |   |